# Bujurquina syspilus
Bujurquina syspilus är en fiskart som först beskrevs av Cope 1872.  Bujurquina syspilus ingår i släktet Bujurquina och familjen Cichlidae. Inga underarter finns listade.